# Осубка-Моравский, Эдвард
Эдвард Болеслав Осубка-Моравский (пол. Edward Bolesław Osóbka-Morawski; 5 октября 1909 — 9 января 1997) — польский политик и государственный деятель. Член Польской социалистической партии в 1928—1948 годах.

## Биография
Родился в многодетной рабочей семье, рано потерял отца (1914). С 1925 года — на муниципальной службе. В 1936 году переехал в Варшаву, где стал членом правления Варшавской отделения кооперативных союзов и вошёл в состав ещё нескольких аналогичных организаций.
С 1928 года — член Польской социалистической партии (PPS), изучал право в Свободном польском университете, но не смог завершить обучение. В мае 1941 года он вступил в организацию «Баррикада Свободы» и после ареста её лидеров нацистами вместе с Станиславом Чудобой встал во главе её. После переименования на втором съезде в апреле 1943 года партии польских социалистов в Рабочую партию польских социалистов (Robotnicza Partia Polskich Socjalistów) стал членом её Центрального Комитета. 31 декабря 1943 года принял участие в учредительном заседании Национального совета, став его вице-президентом. Уже 16 марта 1944 года в составе делегации приехал в Москву, чтобы установить контакты с польскими коммунистами, проживавшими в СССР. Делегация Национального совета была принята И. В. Сталиным.
27 июля 1944 года в Москве Молотовым и Моравским (как делегатом вице-председателем Крайовой рады народовой) был подписан польско-советский договор о границе, которой стала линия Кёрзона. Ранее Сталин признал Польский комитет национального освобождения, тоже основанный в Москве, временным правительством Польши.
С 1944 по 1945 год — председатель и руководитель Отдела иностранных дел ПКНО. С января 1945 года — премьер-министр и министр иностранных дел Временного правительства Польской Республики.
С июня 1945 по 1947 год — был председателем Совета Министров Временного правительства национального единства Польской Республики. В 1947—1949 годах — министр общественной администрации. В 1944—1947 годах — депутат Крайовой рады народовой, в 1947—1952 — депутат сейма (Сейм ПНР). Сыграв важную роль в слиянии «люблинской ППС» с коммунистической ПРП, стал членом образовавшейся в итоге ПОРП в 1948—1949 годах, но с 1949 года был исключён из ПОРП во время чистки. В 1956 году во время польской Оттепели его восстановили в партии, откуда он вышел в 1970. До 1968 г. работал директором Главного управления курортов.
В 1990 году он сделал попытку воссоздать Польскую партию социалистов, однако эта попытка потерпела неудачу.

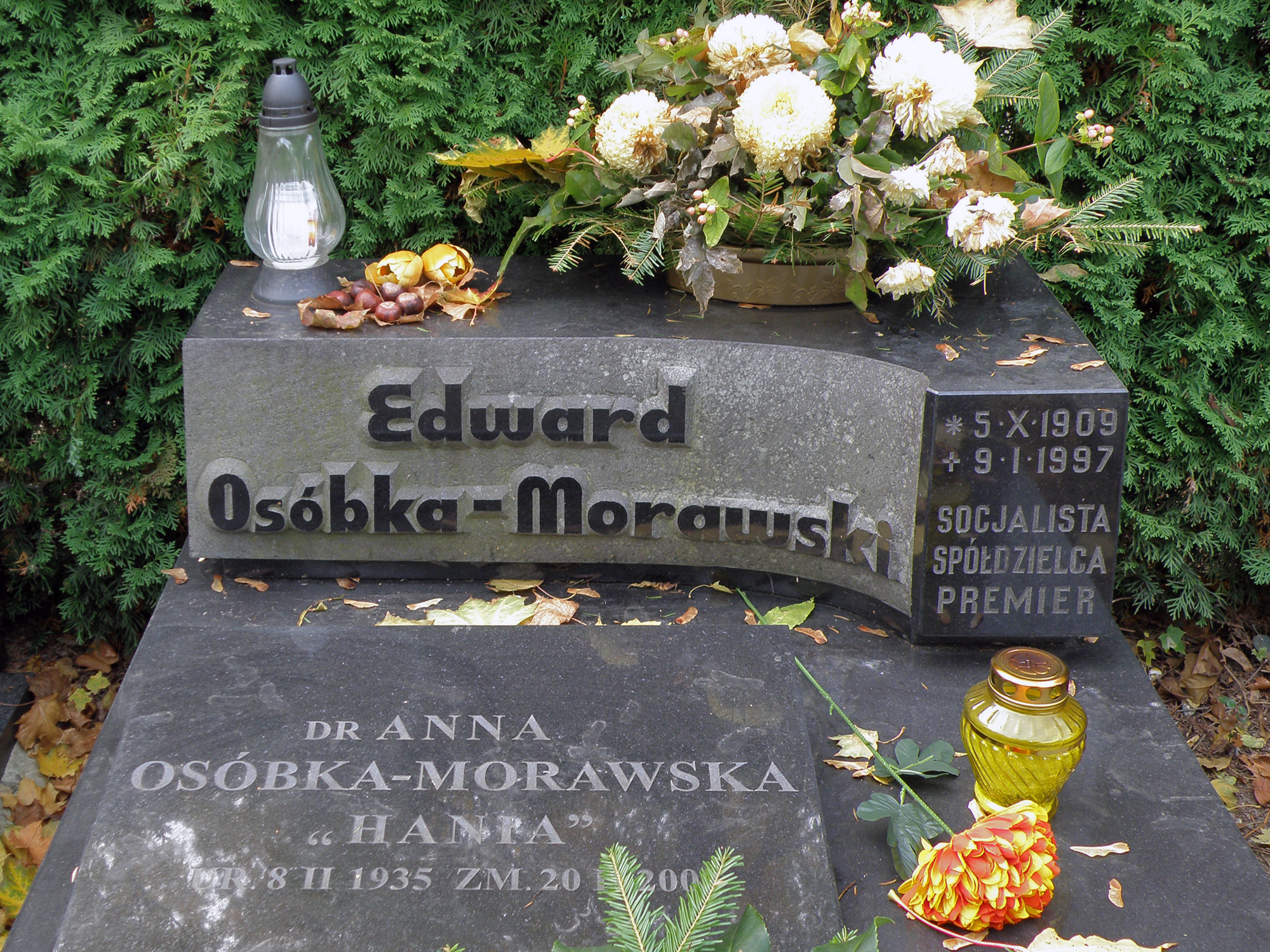
Надгробие Эдварда Осубки-Моравского

Умер 9 января 1997 года в Варшаве.